# LAPONE 엔터테인먼트
LAPONE 엔터테인먼트(株式会社LAPONEエンタテインメント, LAPONE ENTERTAINMENT Co., Ltd.)은 일본의 연예 기획사이다.
본사소재지는 도쿄도 지요다구에 있다.
사명유래는 요시모토 흥업의 기업 이념인 「Laugh&Peace」와 CJ ENM의 「ONLY ONE」의 정신이 담겨, 단어 각각의 문자를 받아왔다.

## 소속 연예인

### 현존 (가수)
***는 회원을 의미하고, 굵은 글씨는 선장을 의미합니다."
- JO1
  - 마메하라 잇세이
  - 카와시리 렌
  - 카와니시 타쿠미
  - 오히라 쇼세이
  - 츠루보 시온
  - 시로이와 루키
  - 사토 케이고
- INI
  - 이케자키 리히토
  - 오자키 타쿠미
  - 키무라 마사야
  - 타지마 쇼고
  - 니시 히로토
  - 후지마키 쿄스케
  - 마츠다 진
- DXTEEN
  - 오쿠보 나루
  - 타나카 쇼타로
  - 타니구치 타이치
  - 테라오 코신
- 제로베이스원

### 현존 (연습생)
- LAPONE BOYS

## 같이 보기
- 요시모토 흥업
- CJ ENM
- LAPONE GIRLS